# Zucchero filato (singolo)
Zucchero filato è un singolo del cantautore italiano Gazzelle, pubblicato l'8 febbraio 2017 come terzo estratto dal primo album in studio Superbattito.

## Descrizione
Come i precedenti singoli Quella te e Nmrpm, il brano è stato prodotto, registrato e mixato da Igor Pardini con la supervisione artistica di Leo Pari, con il mastering di Andrea Suriani.
È stato ipotizzato che lo "zucchero filato", ripetutamente citato nel brano, fosse un riferimento all'eroina. Lo stesso Gazzelle ha negato ogni riferimento diretto alle droghe nel suo brano.

## Video musicale
Il videoclip è stato pubblicato sul canale YouTube di Maciste Dischi L'8 febbraio 2018 ed è stato girato da Paula Lingyi Sun. Il video, che presenta massicce dosi di video editing in stile vaporwave, con spezzoni di clip degli anni 1980, ha per protagoniste Caterina Bagnulo e Larissa Chenot.

## Tracce
1. Zucchero filato – 3:15